# All This Time
Albums de Sting
Brand New Day
(1999) Sacred Love
(2003)
...All This Time est le deuxième album live et un film de concert de Sting, enregistré et filmé le 11 septembre 2001 à la Villa Il Palagio.
Le concert a eu lieu à la Villa Il Palagio que Sting possède en Toscane (Italie), devant un public sélectionné tiré de son fan club. Il est constitué de versions live des chansons de Sting en solo et de son ancien groupe The Police. L'album et le DVD doivent leur titre de la chanson éponyme de son album The Soul Cages. Comme Sting voulait organiser un concert chez lui, il a engagé un groupe de musiciens pour jouer et interpréter ce concert avec lui. Les événements qui ont précédé la représentation ont été filmés et, le jour de la représentation, les attentats du 11 septembre perpétrés contre les États-Unis se sont produits et le groupe de musiciens a été mis au courant. Le groupe a donné le concert comme prévu, mais, comme Sting l'indique sur le documentaire DVD, le ton de la soirée était très différent de ce qui était initialement espéré. D'autre part, l'interprétation de la chanson Desert Rose, mettant en vedette le chanteur Cheb Mami, a été annulée en raison des mêmes circonstances. La rappeuse Sté Strausz, que l'on retrouve sur la version studio de la chanson Perfect Love...Gone Wrong, n'étant pas présente lors du concert, n'apparait donc pas ici, sa performance a été remplacée par un solo de piano et de trompette. De même la chanson A Thousand Years jouée ici diffère largement de la version originale qui se retrouve sur l'album Brand New Day, elle est plus courte et elle se marie avec la pièce Perfect Love... Gone Wrong.
À la suite des événements tragiques, le concert était dédié à tous ceux qui ont perdu la vie ce jour-là. À l'intérieur du livret de CD, sur la première page, il est écrit : Cet album a été enregistré le 11 septembre 2001 et est respectueusement dédié à tous ceux qui ont perdu la vie ce jour-là. Seules les paroles de la chanson Fragile figurent dans le livret accompagnateur du CD.

## Liste des titres sur le CD
Les textes et arrangements sont tous composés par Sting sauf indications contraires.
1. Fragile – 4:35
2. A Thousand Years (Kipper, Sting) – 3:02
3. Perfect Love...Gone Wrong – 4:11
4. All This Time – 5:20
5. Seven Days – 4:39 (incluse sur l'édition japonaises seulement)[1]
6. The Hounds of Winter – 4:29
7. Mad About You – 3:37 (exclue des éditions américaines et canadiennes)[2]
8. Don't Stand So Close To Me - 2:15
9. When We Dance - 4:52
10. Dienda (Kenny Kirkland, Sting) – 3:12
11. Roxanne – 3:36
12. If You Love Somebody Set Them Free – 4:57
13. Brand New Day – 4:46
14. Fields of Gold – 3:50
15. Moon over Bourbon Street – 2:55
16. Shape Of My Heart – 2:06 (incluse sur les éditions britanniques et japonaises)[3]
17. If I Ever Lose My Faith in You – 4:31
18. Every Breath You Take – 5:04

## Liste des titres sur le DVD
1. Fragile
2. A Thousand Years
3. Perfect Love...Gone Wrong
4. All This Time
5. Seven Days
6. The Hounds of Winter
7. Don't Stand So Close to Me
8. When We Dance
9. Dienda
10. Roxanne
11. If You Love Somebody Set Them Free
12. Brand New Day
13. Fields of Gold
14. Moon Over Bourbon Street
15. Shape of My Heart
16. If I Ever Lose My Faith In You
17. Every Breath You Take

- Le DVD inclut en bonus, des performances de Every Little Thing She Does Is Magic, Fill Her Up et Englishman in New-York. Ainsi que des répétitions et un documentaire sur le tournage du DVD et sur le montage du CD.

## Musiciens
- Sting : chant, guitares acoustique et électrique, basse
- Dominic Miller :  guitare, chœurs
- B. J. Cole : guitare pedal steel
- Christian McBride :  contrebasse
- Jason Rebello : piano
- Kipper : claviers, programmation
- Jeff Young : orgue, chœurs
- Chris Botti : trompette
- Clark Gayton : trombone
- Jaques Morelenbaum : violoncelle
- Janice Pendarvis : chœurs
- Katreese Barnes : chœurs
- Manu Katché : batterie
- Marcos Suzano : percussions
- Haoua Abdenacer : darbuka sur Mad About You

## Production
- Sting, Kipper : production
- Kathryn Schenker, Martin Kierszenbaum : producteurs exécutifs
- Jim Gable : réalisateur du film sur DVD
- Caroline Pharm, Richard Frankel : producteurs du film sur DVD
- Scott C. Wilson : éditeur vidéo
- Simon Osborne : ingénieur, mixage
- Donal Hodgson : pro-tools, ingénieur
- Hopps, Stefano Marchioni : assistants ingénieurs
- Chris Blair : mastering
- DVD : DVD-Video, NTSC, Dolby Surround
- Label : A&M Records – 069 493 169-9